# Rose Dolores
Rose Dolores, o, semplicemente  Dolores, nata Kathleen Marie Rose (Londra, 26 settembre 1893 – Parigi, 7 novembre 1975), è stata una modella e attrice inglese, una delle più famose tra le Ziegfeld Girls.

## Biografia
Nata in una povera famiglia inglese, trovò lavoro nella casa di moda Lucile, creata dalla famosa sarta Lady Duff-Gordon. Alta, elegante e dai bellissimi capelli biondi, la giovane modella colpì Lady Duff-Gordon che le insegnò a camminare, parlare e a muoversi come una duchessa. Quando la stilista, che fu anche una nota costumista teatrale e cinematografica, si trasferì a New York, portò con sé alcuni collaboratori e alcune modelle, tra le quali vi fu anche Dolores. Il celebre impresario Florenz Ziegfeld, dopo aver assistito nel 1917 a una sfilata di Lady Duff-Gordon, la assunse come costumista per i suoi spettacoli, prendendo anche Dolores come una delle sue Ziegfeld Girl.
Sotto la direzione di Ned Wayburn, che le insegnò a esibirsi sul palcoscenico, e sotto l'attenta tutela di Lady Duff-Gordon, Dolores arrivò a diventare una delle più celebrate bellezze americane, gioiello delle Ziegfeld Follies, ammirata e ricercata. Tra una folla di spasimanti adoranti e pieni di soldi, scelse di sposare Tudor Wilkinson, un collezionista d'arte milionario. Si ritirò dalle scene, andando a vivere con il marito nella sua residenza parigina, un edificio pieno di quadri, bronzi rinascimentali e arredamenti lussuosi.

## Spettacoli teatrali
- Ziegfeld Follies of 1917, regia di Ned Wayburn (New Amsterdam Theatre, 12 giugno 1917)
- Ziegfeld Follies of 1918, regia di Ned Wayburn (New Amsterdam Theatre, 18 giugno 1918)
- Ziegfeld Nine O'Clock Review, regia di Ned Wayburn (New Amsterdam Roof, settembre 1919)

## Filmografia
- The Spendthrift, regia di Walter Edwin (1915)

## Galleria d'immagini

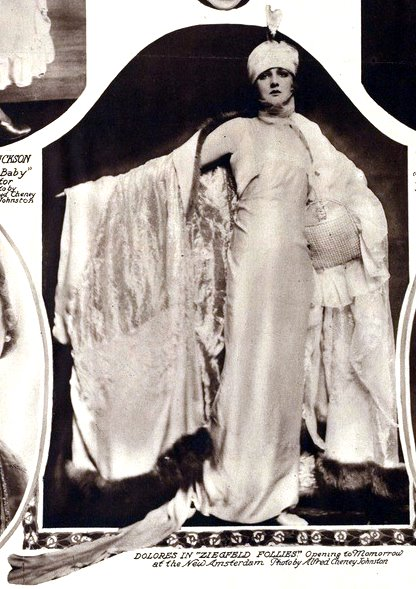
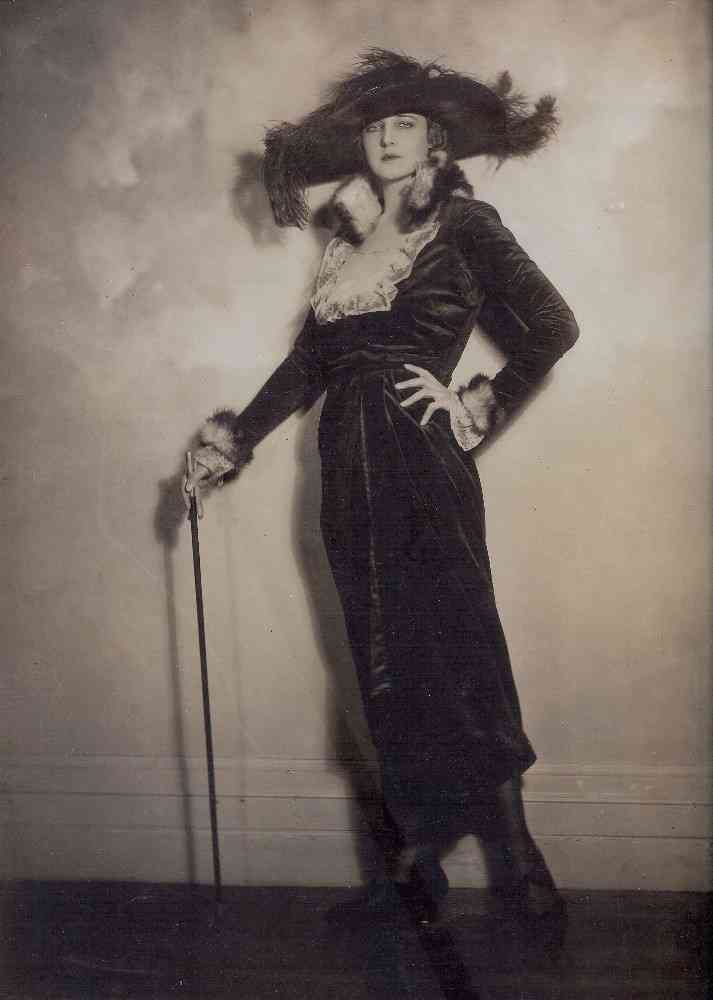
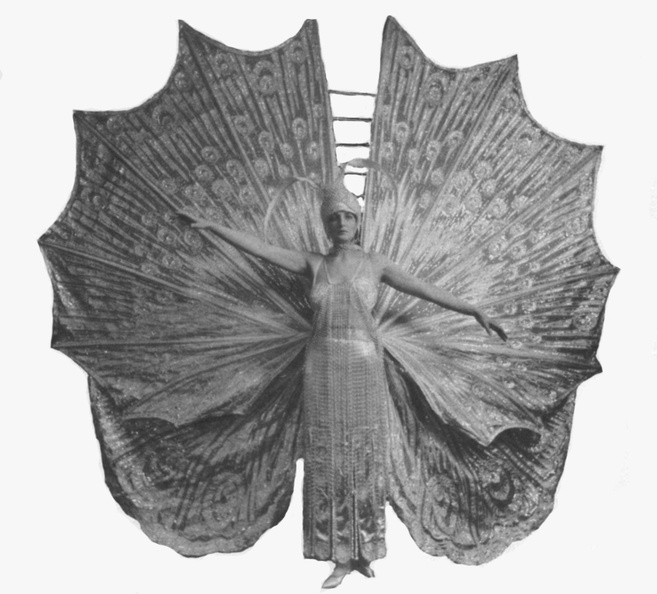
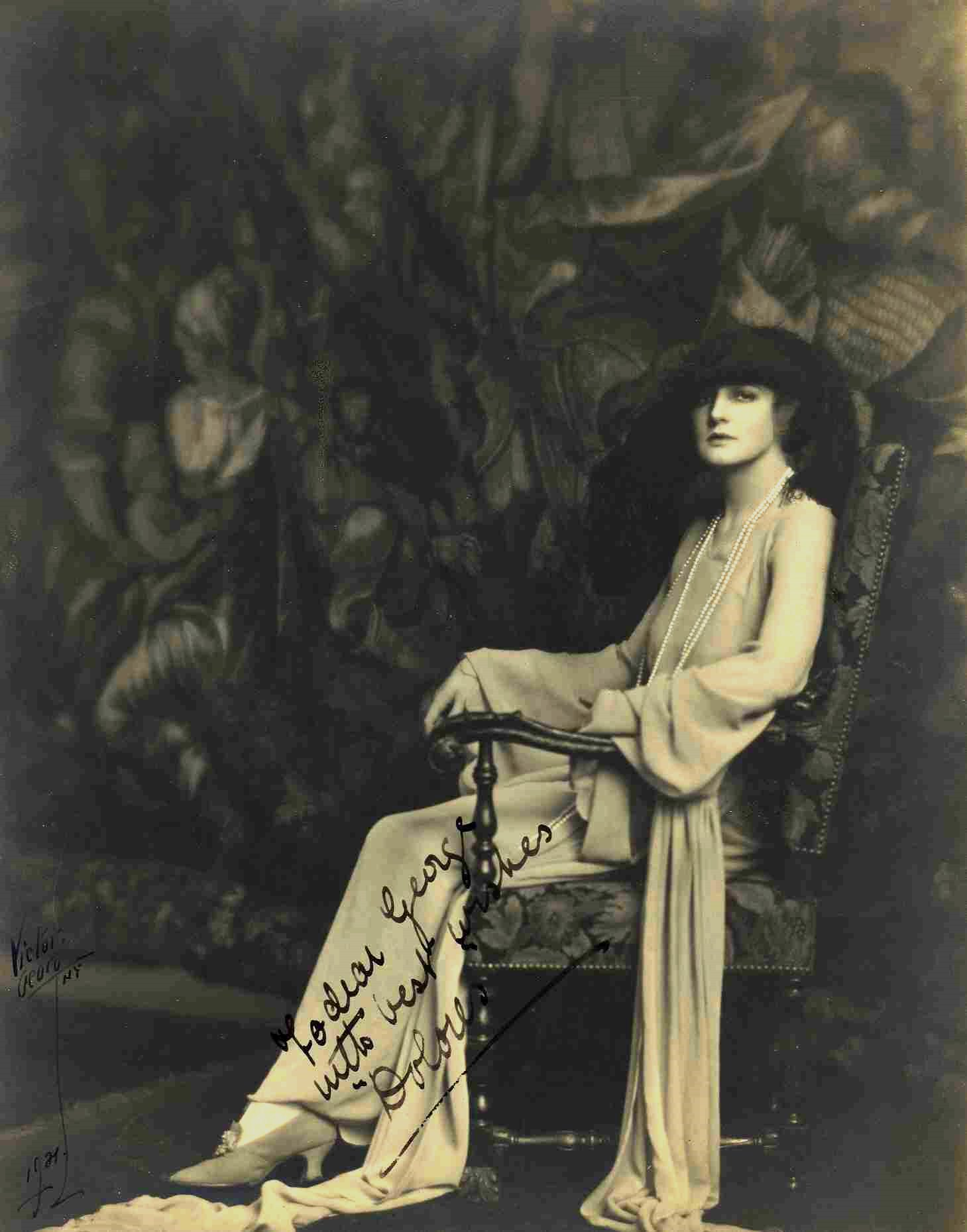
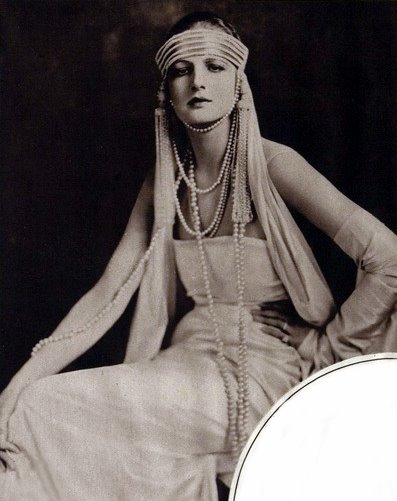